# Llista de monuments de Baix Pallars
Llista de monuments de Baix Pallars inclosos en l'Inventari del Patrimoni Arquitectònic Català per al municipi de Baix Pallars (Pallars Sobirà). Inclou els inscrits en el Registre de Béns Culturals d'Interès Nacional (BCIN) amb la classificació de monuments històrics, els Béns Culturals d'Interès Local (BCIL) de caràcter immoble i la resta de béns arquitectònics integrants del patrimoni cultural català.
| Monument                                               | Protecció    | Estil/època                            | Localització                                                   | Coordenades                                          | Codi?         | Imatge |
| ------------------------------------------------------ | ------------ | -------------------------------------- | -------------------------------------------------------------- | ---------------------------------------------------- | ------------- | --- |
| Castell de Peramea                                     | BCIN 499-MH  | Obra popular XI-XII                    | Baix Pallars Peramea                                           | 42° 19′ 48″ N, 1° 02′ 53″ E / 42.330055°N,1.047939°E | RI-51-0006259 | Carregueu una nova foto d'aquest monument |
| Torre de la Presó de Gerri                             | BCIN 500-MH  | Medieval                               | Baix Pallars Gerri de la Sal                                   | 42° 19′ 27″ N, 1° 03′ 52″ E / 42.324237°N,1.064442°E | RI-51-0006260 | Carregueu una nova foto d'aquest monument |
| Torre de guaita                                        | BCIN 501-MH  | Obra popular XII                       | Baix Pallars Gerri de la Sal                                   | 42° 19′ 33″ N, 1° 03′ 58″ E / 42.325822°N,1.066173°E | RI-51-0006261 | Carregueu una nova foto d'aquest monument |
| Vila de Gerri de la Sal                                | BCIN 1934-CH | Romànic, obra popular XII              | Baix Pallars                                                   | 42° 19′ 26″ N, 1° 03′ 53″ E / 42.323844°N,1.064690°E | RI-53-0000483 | Vila de Gerri de la Sal (Baix Pallars) · Vegeu més fotos d'aquest monument · Carregueu una nova foto d'aquest monument                          |
| Església de Santa Maria de Gerri                       | BCIN 1935-MH | Romànic XII                            | Baix Pallars Pg. del Monestir, Gerri de la Sal                 | 42° 19′ 20″ N, 1° 04′ 00″ E / 42.322150°N,1.066684°E | RI-51-0009083 | Església de Santa Maria de Gerri (Baix Pallars) · Vegeu més fotos d'aquest monument · Carregueu una nova foto d'aquest monument                 |
| Alfolí de la Sal de Gerri                              | BCIN 1941-MH | Obra popular XVIII                     | Baix Pallars Pl. Major, Gerri de la Sal                        | 42° 19′ 25″ N, 1° 03′ 50″ E / 42.323478°N,1.064027°E | RI-51-0009119 | Alfolí de la Sal de Gerri (Baix Pallars) · Vegeu més fotos d'aquest monument · Carregueu una nova foto d'aquest monument                        |
| Poble de Peramea                                       | BCIN 1942-CH | Obra popular Medieval                  | Baix Pallars                                                   | 42° 19′ 46″ N, 1° 02′ 53″ E / 42.329444°N,1.048109°E | RI-53-0000488 | Poble de Peramea (Baix Pallars) · Vegeu més fotos d'aquest monument · Carregueu una nova foto d'aquest monument                                 |
| Torre                                                  |              | Obra popular Medieval                  | Baix Pallars Pl. ctra. Gerri a Montcortès, Peramea             | 42° 19′ 44″ N, 1° 02′ 52″ E / 42.328886°N,1.047877°E | IPA-25408     | Carregueu una nova foto d'aquest monument |
| Església de Santa Coloma de l'Espluga de Cuberes       |              | Obra popular, romànic XI-XII           | Baix Pallars Balmes de la serra de Cuberes                     | 42° 17′ 16″ N, 1° 03′ 09″ E / 42.287639°N,1.052602°E | IPA-40065     | Església de Santa Coloma de l'Espluga de Cuberes (Baix Pallars) · Vegeu més fotos d'aquest monument · Carregueu una nova foto d'aquest monument |
| Església de Sant Martí de Solduga                      |              | Obra popular Medieval                  | Baix Pallars Cinglera a la serra de Cuberes                    | 42° 16′ 58″ N, 1° 04′ 02″ E / 42.282649°N,1.067194°E | IPA-40066     | Carregueu una nova foto d'aquest monument |
| Església de Sant Andreu de Baén                        | BCIL 2011    | Romànic, obra popular XI               | Baix Pallars C. de l'Església, Baén                            | 42° 19′ 35″ N, 1° 06′ 21″ E / 42.326519°N,1.105713°E | IPA-37622     | Carregueu una nova foto d'aquest monument |
| Església de Sant Fruitós                               |              | Obra popular XVIII                     | Baix Pallars Balestui                                          | 42° 20′ 28″ N, 1° 01′ 57″ E / 42.340982°N,1.032420°E | IPA-25382     | Carregueu una nova foto d'aquest monument |
| Església de Sant Miquel de Bresca                      | BCIL 2014    | Obra popular XVIII                     | Baix Pallars Pl. Major, Bresca                                 | 42° 18′ 41″ N, 1° 04′ 05″ E / 42.311478°N,1.068072°E | IPA-25386     | Carregueu una nova foto d'aquest monument |
| Casa a Bretui                                          |              | Obra popular XVIII                     | Baix Pallars Bretui                                            | 42° 19′ 57″ N, 1° 01′ 15″ E / 42.332528°N,1.020807°E | IPA-25388     | Carregueu una nova foto d'aquest monument |
| Casa Peret                                             |              | Obra popular XVIII                     | Baix Pallars Bretui                                            | 42° 19′ 57″ N, 1° 01′ 15″ E / 42.332544°N,1.020953°E | IPA-25389     | Carregueu una nova foto d'aquest monument |
| Església de Sant Esteve                                |              | Obra popular XVIII                     | Baix Pallars Bretui                                            | 42° 19′ 58″ N, 1° 01′ 13″ E / 42.332690°N,1.020280°E | IPA-25390     | Carregueu una nova foto d'aquest monument |
| Església de Sant Serni de Buseu                        |              | Romànic XII                            | Baix Pallars Buseu                                             | 42° 18′ 22″ N, 1° 07′ 02″ E / 42.306181°N,1.117279°E | IPA-25392     | Carregueu una nova foto d'aquest monument |
| Església de Santa Anna, abans Santa Maria              |              | Romànic XII-XIII                       | Baix Pallars Cortscastell                                      | 42° 19′ 18″ N, 1° 01′ 29″ E / 42.321628°N,1.024790°E | IPA-25396     | Església de Santa Anna (Baix Pallars) · Vegeu més fotos d'aquest monument · Carregueu una nova foto d'aquest monument                           |
| Plaça de Sant Feliu i carrer Major de les Morisques    |              | Obra popular XVIII                     | Baix Pallars Gerri de la Sal                                   | 42° 19′ 25″ N, 1° 03′ 55″ E / 42.323706°N,1.065343°E | IPA-25378     | Carregueu una nova foto d'aquest monument |
| Casa Escales                                           |              | Obra popular XIX                       | Baix Pallars Pl. de les Morisques, Gerri de la Sal             | 42° 19′ 26″ N, 1° 03′ 55″ E / 42.323908°N,1.065282°E | IPA-25379     | Carregueu una nova foto d'aquest monument |
| Església de Sant Antoni Abat                           |              | Obra popular XVIII                     | Baix Pallars Pl. Major, Mentui                                 | 42° 19′ 50″ N, 0° 58′ 32″ E / 42.330559°N,0.975580°E | IPA-25399     | Carregueu una nova foto d'aquest monument |
| Casa Rei                                               |              | Gòtic, obra popular XIV-XV, XVII-XVIII | Baix Pallars Pl. Major, Mentui                                 | 42° 19′ 51″ N, 0° 58′ 32″ E / 42.330838°N,0.975547°E | IPA-25400     | Carregueu una nova foto d'aquest monument |
| Església parroquial de Sant Martí                      |              | Obra popular XVIII                     | Baix Pallars Pl. de l'Església, Montcortès                     | 42° 19′ 44″ N, 1° 00′ 17″ E / 42.329003°N,1.004703°E | IPA-25402     | Carregueu una nova foto d'aquest monument |
| L'Abadia                                               |              | Obra popular XVII-XVIII                | Baix Pallars Montcortès                                        | 42° 19′ 45″ N, 1° 00′ 18″ E / 42.329088°N,1.004925°E | IPA-25403     | Carregueu una nova foto d'aquest monument |
| Casa a Peracalç                                        |              | Obra popular XVIII                     | Baix Pallars Peracalç                                          | 42° 18′ 25″ N, 1° 00′ 15″ E / 42.307049°N,1.004287°E | IPA-25405     | Carregueu una nova foto d'aquest monument |
| Pont de Gerri                                          |              | Obra popular                           | Baix Pallars Peramea, accés per la placeta de les Morisques    | 42° 19′ 25″ N, 1° 03′ 58″ E / 42.323645°N,1.065994°E | IPA-25375     | Pont de Gerri (Baix Pallars) · Vegeu més fotos d'aquest monument · Carregueu una nova foto d'aquest monument                                    |
| Església parroquial de Sant Cristòfol, abans Sant Joan |              | Obra popular XVI-XVII, XVIII-XIX       | Baix Pallars Pl. de l'Església, Peramea                        | 42° 19′ 48″ N, 1° 02′ 54″ E / 42.330002°N,1.048395°E | IPA-25406     | Església parroquial de Sant Cristòfol (Baix Pallars) · Vegeu més fotos d'aquest monument · Carregueu una nova foto d'aquest monument            |
| Portal de Llevant de Peramea                           |              | Obra popular XIII                      | Baix Pallars Costat est del recinte de Peramea                 | 42° 19′ 47″ N, 1° 02′ 55″ E / 42.329680°N,1.048496°E | IPA-25407     | Carregueu una nova foto d'aquest monument |
| Casa Baro                                              |              | Gòtic-Renaixement XV, XVI              | Baix Pallars Pl. Major, Peramea                                | 42° 19′ 46″ N, 1° 02′ 52″ E / 42.329386°N,1.047886°E | IPA-25409     | Carregueu una nova foto d'aquest monument |
| Casa al carrer Major                                   |              | Obra popular XVI                       | Baix Pallars C. Major, Peramea                                 | 42° 19′ 47″ N, 1° 02′ 54″ E / 42.329834°N,1.048297°E | IPA-25410     | Carregueu una nova foto d'aquest monument |
| Carrer Major porxat                                    |              | Obra popular XV-XVIII                  | Baix Pallars C. Major, Peramea                                 | 42° 19′ 45″ N, 1° 02′ 53″ E / 42.329191°N,1.048086°E | IPA-25411     | Carrer Major porxat (Baix Pallars) · Vegeu més fotos d'aquest monument · Carregueu una nova foto d'aquest monument                              |
| Portal casa                                            |              | Obra popular XV                        | Baix Pallars Peramea                                           | 42° 19′ 47″ N, 1° 02′ 54″ E / 42.329640°N,1.048267°E | IPA-25412     | Carregueu una nova foto d'aquest monument |
| Casa Casanova                                          |              | Obra popular, gòtic tardà XV-XVIII     | Baix Pallars Pujol                                             | 42° 18′ 35″ N, 1° 02′ 15″ E / 42.309781°N,1.037378°E | IPA-25414     | Carregueu una nova foto d'aquest monument |
| Església parroquial de Sant Andreu                     |              | Obra popular XVII                      | Baix Pallars Pujol                                             | 42° 18′ 36″ N, 1° 02′ 16″ E / 42.310113°N,1.037817°E | IPA-25415     | Carregueu una nova foto d'aquest monument |
| Església de Sant Sebastià                              |              | Obra popular XVII                      | Baix Pallars Sant Sebastià                                     | 42° 19′ 33″ N, 1° 08′ 11″ E / 42.325956°N,1.136490°E | IPA-25417     | Carregueu una nova foto d'aquest monument |
| Església de Sant Joan                                  |              | Romànic XI-XIII                        | Baix Pallars Sant Sebastià                                     | 42° 19′ 03″ N, 1° 08′ 13″ E / 42.317520°N,1.136896°E | IPA-25418     | Carregueu una nova foto d'aquest monument |
| Casa a Sellui                                          |              | Obra popular                           | Baix Pallars Sellui                                            | 42° 21′ 02″ N, 1° 01′ 08″ E / 42.350683°N,1.018945°E | IPA-25420     | Carregueu una nova foto d'aquest monument |
| Església parroquial de Santa Coloma                    |              | Obra popular XVIII                     | Baix Pallars Sellui                                            | 42° 21′ 04″ N, 1° 01′ 11″ E / 42.351124°N,1.019684°E | IPA-25421     | Carregueu una nova foto d'aquest monument |
| Castell de la Crua                                     |              | Gòtic tardà XV-XVI                     | Baix Pallars Sellui                                            | 42° 20′ 50″ N, 1° 01′ 14″ E / 42.347165°N,1.020458°E | IPA-25422     | Carregueu una nova foto d'aquest monument |
| Castell d'Useu                                         |              | Obra popular Medieval                  | Baix Pallars Useu                                              | 42° 18′ 36″ N, 1° 05′ 09″ E / 42.309994°N,1.085916°E | IPA-25424     | Carregueu una nova foto d'aquest monument |
| Església parroquial de Sant Romà                       |              | Obra popular XVIII                     | Baix Pallars Useu                                              | 42° 18′ 35″ N, 1° 05′ 08″ E / 42.309781°N,1.085607°E | IPA-25425     | Carregueu una nova foto d'aquest monument |
| Forn de la Casa Perayre, forn de pa Perayre            |              | Obra popular XIX-XX                    | Baix Pallars Montcortès                                        |                                                      | IPA-42320     | Carregueu una nova foto d'aquest monument |
| Forn de guix Cortscastell                              |              | Obra popular XVIII, XX                 | Baix Pallars Cortscastell                                      |                                                      | IPA-43000     | Carregueu una nova foto d'aquest monument |
| Font Llaràs, Font de Sant Cristòfol                    |              |                                        | Baix Pallars Pista de Llaràs                                   | 42° 19′ 29″ N, 1° 02′ 45″ E / 42.324591°N,1.045874°E | IPA-43001     | Carregueu una nova foto d'aquest monument |
| Forn de calç Obaga de Peramea                          |              |                                        | Baix Pallars Camí de Desenbosc, des de la carretera de Peramea |                                                      | IPA-43002     | Carregueu una nova foto d'aquest monument |
| Forn de guix Trespui                                   |              | Obra popular XVIII, XIX                | Baix Pallars                                                   |                                                      | IPA-43003     | Carregueu una nova foto d'aquest monument |
| Forn de guix Pujol                                     |              | Obra popular XVIII, XX                 | Baix Pallars Barranc de les Morreres, la Vinya, Pujol          |                                                      | IPA-43004     | Carregueu una nova foto d'aquest monument |
| Mola de Sellui                                         |              | Obra popular XVIII, XX                 | Baix Pallars Riu d'Ancs, Sellui                                | 42° 21′ 09″ N, 1° 01′ 11″ E / 42.352633°N,1.019846°E | IPA-43005     | Carregueu una nova foto d'aquest monument |
| Forn de guix Granja Vilanova de Pujol                  |              | Obra popular XVIII, XX                 | Baix Pallars                                                   |                                                      | IPA-43006     | Carregueu una nova foto d'aquest monument |